# Diego Rodríguez Cano
Diego Sebastián Rodríguez Cano (Montevideo, 28 maggio 1988 – Montevideo, 11 settembre 2010) è stato un calciatore uruguaiano, di ruolo centrocampista.
È deceduto l'11 settembre 2010 in seguito alle gravi ferite riportate in un incidente stradale due giorni prima a Montevideo.